# Кванго (река)
Река Кванго е дълга около 1100 км и протича през територията на Ангола и Демократична република Конго. Води началото си от централната част на Ангола и се влива в река Касаи в близост до град Бандунду в Демократична република Конго.
| Портал | Портал „Африка“ съдържа още много статии, свързани с Африка. Можете да се включите към Уикипроект „Африка“. |